# Huszti országgyűlés
A huszti diéta (1706. március 8. – március 20.) a Rákóczi-szabadságharc egyik országgyűlése, melynek során az erdélyi országgyűlés Husztra menekült képviselői kimondták a Habsburg-háztól független Erdély csatlakozását a magyarországi konföderációhoz.

## Előzményei
A szécsényi országgyűlés határozata értelmében folytatódott a Habsburgok, s országuk egyezkedési folyamata. A nagyszombati tárgyalások (1705. október 27. – 1706. július 22.) azonban nem úgy alakultak, ahogy azt Rákócziék tervezték. A Bercsényi Miklós vezette delegáció három feltételhez kötötte a megállapodást:
- A külső országok, vagyis Anglia, Hollandia, Svédország, Poroszország, Lengyelország vagy Velence kezességét,
- A magyar nemzetet sértő 1687-es diéta végzéseinek eltörlését,
- A független Erdélyi Fejedelemség elismerését, de a magyar koronától való elszakadás nélkül akarták elérni.

I. József azonban magát megfellebbezhetetlenül törvényes királynak tekintette, mivel a trónt már az örökösödés jogcímén foglalta el 1705-ben. Ezért úgy gondolta, hogyha esetleges napirendi pontként szerepelne az 1687. évi örökös királyságról szóló passzus a béketárgyalásokon, azzal ellentmondana ennek a megkérdőjelezhetetlen ténynek. De Erdély sem képezhette vita tárgyát, mivel az Erdélyi Fejedelemség a Magyar Királyság elidegeníthetetlen része. Az erdélyi kérdés egyébként nagy mértékben hozzájárult ahhoz, hogy a tárgyalások végül zátonyra futottak.
Dűlőre kellett vinni továbbá az 1704-es fejedelemválasztás ügyét is. II. Rákóczi Ferenc úgy vélte, hogy egy esetleges sikeres erdélyi katonai akció nemcsak az Erdélybe való bevonulását és a fejedelemségbe való beiktatását eredményezte volna, hanem a nagyszombati tárgyalások kimenetelét is döntően befolyásolta volna. Forgách Simon erdélyi fővezérsége nem volt jó döntés Rákóczi részéről, mivel a mellőzött erdélyi főuraknak nem tetszett, hogy föléjük helyezték őt. Forgách ráadásul Erdélybe hozott katonáit is többre tartotta, mint az erdélyi kurucokat. Éppen ezért nem volt ritka, hogy katonái „az erdélyi zekés, condrás hadakat meglátták: pökték, csúfolták.” Ezek a lenézett erdélyiek nemmellesleg az udvarhelyi, a csíki, valamint a háromszéki székely hadakkal Pekry Lőrinc parancsnoksága alatt Szebent és Brassót, azaz Rabutin erdélyi főparancsnok bázisait fogták ostrom alá.
A Rabutin felmentésére küldött 16000 fős császári hadsereg Csallóközből Magyarországon át akadálytalanul érkezett meg Erdély határára. Rákóczi a zsibói szorosban próbálta meg feltartóztatni a labanc had előrejutását. Az Erdély bejáratát védő zsibói sáncok elleni rohamokat azonban a kurucoknak nem sikerül megfékezniük. Forgách tábornagy balszárnya megfutamodott, a Des Alleurs francia altábornagy vezette jobbszárny pedig felmorzsolódott. Az 1705. november 11.-én vívott csata kimenetele alig 2 órán belül már el is dőlt.
A zsibói csatavesztés után „szörnyű bódulás, futás vala az egész országba”. A kurucokkal a lakosság egy része is Moldvába, Havasalföldre, másik része pedig Rákóczival Magyarországra menekült. A fejedelem Emlékirataiban így jellemezte a dolgot: „Visszavonulásom után meglepődtem, milyen sok erdélyi főúr és nemes követett családjával együtt… Megszámláltattam őket, összesen tizenkétezer lélek volt.”

## Az országgyűlés
A zsibói vereség következtében nem maradt ütőképes hadsereg Erdélyben, s a kurucság Északnyugat-Erdélybe szorult vissza. Ezért nem véletlen, hogy az az erdélyi országgyűlés, mely Erdély állami státuszáról, illetve egy Magyarországgal létesítendő konföderációról határozott, 1706. március 8-20. között Huszton ülésezett.
Itt mondták tehát ki Erdély elszakadását a Habsburg-háztól, s érvénytelenítették I. József uralkodását. Megállapodás született továbbá abban is, hogy a magyar konföderáció, elismeri és biztosítja Erdély önállóságát. Hangsúlyozták, hogy a két ország „igaz szövetségben” marad a jövőben, a magyarországi Részek változatlanul az Erdélyi Fejedelemséghez tartoznak. Megerősítették, hogy a megkezdett harc továbbra is mind a két fél közös ügye lesz, ezért nem fognak egymás nélkül békét kötni. Egy esetleges békeszerződésbe pedig mind a két országot belefoglalják. „Ezen két hazának szerencséje azon egy hajóban evezve, a melynek mind el merülése, mind sorsának bátorságos partra való jutása el szakíthatatlanul eöszve volna kapcsolva, mind két részrül jónak, hasznosnak és el mulhatatlanul szükségesnek ítéltetet…”  Így az Erdélyi Fejedelemség élvezhette II. Rákóczi Ferenc államának vívmányait, a fejedelem pedig az országa révén hivatalosíthatta európai státuszát.
Az erdélyi-magyar államszövetséget a magyarországi konföderáció részéről 1707-ben az ónodi conventus, Erdélyben pedig a marosvásárhelyi országgyűlés ratifikálta.